# ستيفاني ڤاكير
ستيفاني ڤاكير ( هي من موليد 29 مارس 1993 ) و أشتهرت بكونها مصارعة تشيليية محترفة تصارع بشكل أساسي في اتحاد المصارعة المكسيكي كونسيخو مونديال دي لوتشا ليبريه (سي إم إل إل ) ، حيث هي بطلة سي إم إل إل الحالية للنساء و في نفس الوقت هي بطلة العالم للفرق النسائية مع زيوكسيس - و كلتيهما هي في فترة حملهما الأولى للقب .  كما تصارع في الكثير من اتحادات المصارعة اليابانية الكبير مثل ورلد وندر رينغ ستاردوم ، آيس ريبون ،طوكيو جوشي برو -ريسلينغ و نيو جابان برو -ريسلينغ (إن جي بي دبليو ). 

## مهنة مصارعة المحترفين

### مهنة مبكرة ( منذ 2009 حتى 2018)
بدأت ستيفاني ڤاكير في التدريب في تشيلي على المصارعة المحترفين تحت إشراف بول سلاندرينغ ، حيث بدأت أول نزال لها في الحلبة بشكل رسمي في فبراير 2009. ومع ذلك ، حدثت أقدم مباراة معروفة تضم ڤاكير في أغسطس 2010 في أحداث محلية صغيرة في تشيلي ، حيث صارعت باسم الحلبة دارك إنجيل ( ت . ع : ملاك الظلام ).  و في 22 ديسمبر 2013 ، ظهرت لأول مرة في أحد اتحادات المصارعة في المكسيك في مباراة ضد هيرينا في أرينا كولوسييو كوكالكو. في المكسيك ، و بعد ذلك أكملت تدريبها تحت كبار الاساطير المكسيكيين أمثال ريكي مارفين ، و التيمو جيررو ، غران أباتشي ، و ڤيلانو آي ڤي . 

### الانتقال نحو العالمية ( منذ 2018 حتى الآن )
في عام 2018 ، وقعت فاكر في أول مرة في اليابان لترويج المرأة في عالم الدول المذهلة للنجم ، حيث قامت بمبارزة خمس مباريات على مدى ثلاثة أسابيع من يوليو إلى أغسطس ، بما في ذلك مباراة لقب.   في نفس العام ، شاركت في تجربة للترويج الأمريكي لـ WWE ، والتي عُقدت في بلدها الأصلي تشيلي. 

### مجلس العالم للوحة الحرة (2019-حاضر)

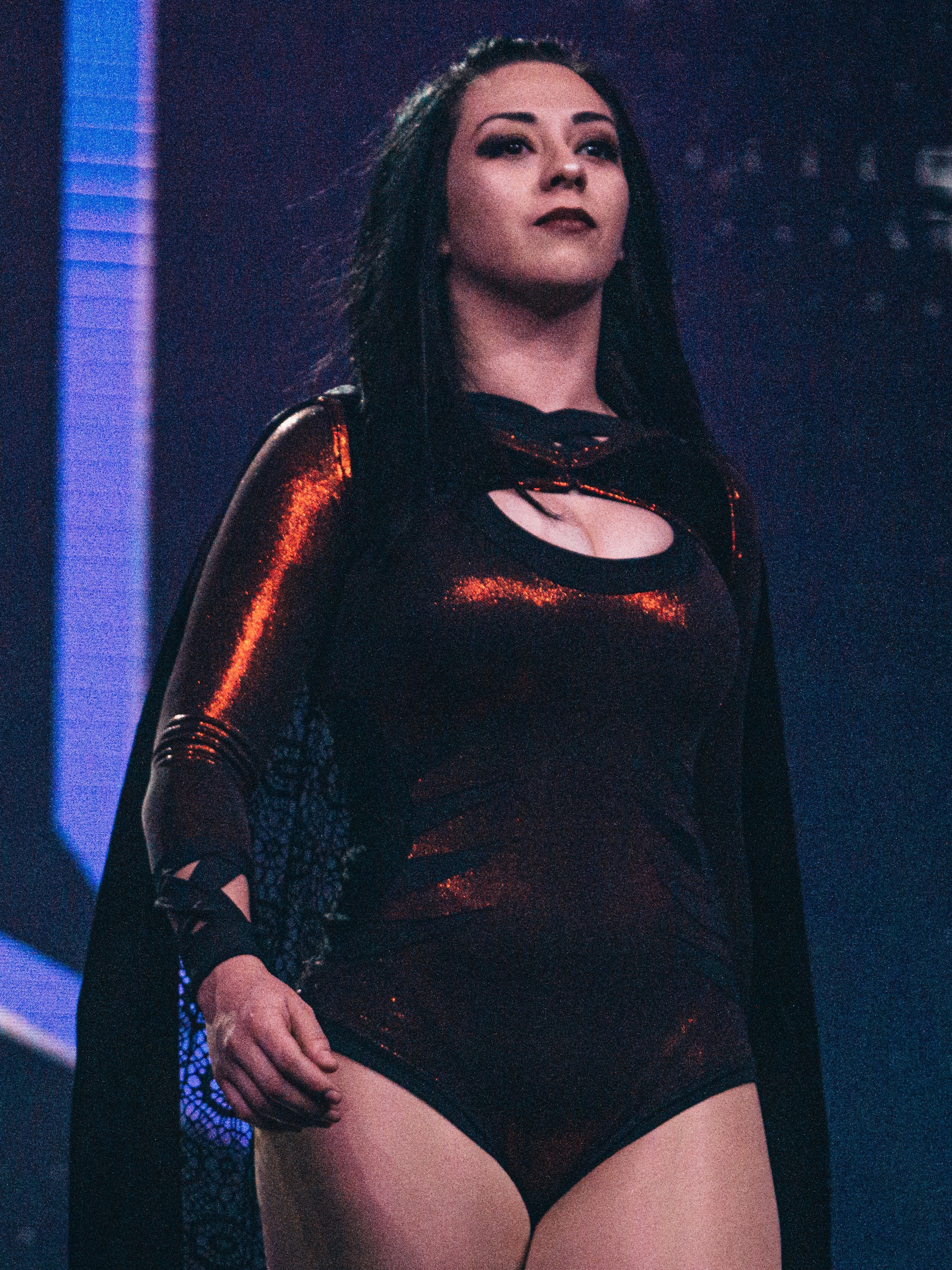
فاكر (C. 2019)

بدأ فاكر في الملاكمة من أجل Consejo Mundial de Lucha Libre (CMLL) في المكسيك في أغسطس 2019 ، ليصبح أول مصارعة امرأة في أمريكا الجنوبية في CMLL.   كانت في البداية ضيفة موسمية لسي إم إل إل إل ، حيث كانت تتناوب في وقتها في المكسيك مع مباريات المصارعة في تشيلي واليابان.  ستشارك في الترقية بدوام كامل
في 10 فبراير 2023، تعاون فاكر مع زوكسيس العائدة، حيث هزمت مارسلا وبرنسيسا سوغيت.  في 21 مارس ، هزمت "لاز تشيكاس" اندومابلز (لا جاروتشيتا (لوفيا) ) لتصبح بطلة أولية لفريق الأوراق النسائية في غربي. تمثل الفوز أول لقب لفاكر في CMLL.  في 16 سبتمبر ، في معرض الذكرى التاسعين لسي إم إل إل ، هزمت فاكر وزوكس "لاز تشيكاس" إندومابلز مرة أخرى ، هذه المرة لتصبح بطولة أول فريق التج العالمي للمرأة في سي إم إل. في 29 سبتمبر ، في نوتش دي كامبيونز ، هزمت فاكر لا كاتالينا للفوز ببطولة العالم للسيدات CMLL الفارغة.  في 14 نوفمبر ، كان فاكر أول دفاع ناجح لها على بطولة العالم للنساء ، حيث هزمت لوفيا. 

### نجمة كرة القدم اليابانية الجديدة / العالم العجيبة حلقة (2023-حاضر)
في 27 أبريل 2023 ، أعلنت نيو جيابان برو-ريستلينغ (NJPW) أن فاكر ستمثل CMLL في بطولة واحدة من أربعة نساء في 21 مايو في Resurgence لتتويج بطلة النساء القوية الأولى.  في Resurgence ، خسر Vaquer أمام مرسيدس موني خلال شبه النهائيات من البطولة.  في 10 نوفمبر ، في لونستار إطلاق النار ، تحدى فاكر مايو إيوتاني لكرة القدم النسائية في IWGP ، لكنها فشلت. 
في 10 مارس 2024 ، قاتل فاكر في الليلة الثانية من بطولة رمادية 2024 التي استضافتها شركة NJPW الاخت الترويجية World Wonder Ring Stardom ، حيث هزمت (جوليا) للاستيلاء على بطولة النساء القوية.  في 12 أبريل في Windy City Riot ، دافعت فاكر بنجاح عن بطولة Strong Women ضد AZM. في 11 مايو ، في Resurgence ، دافعت فاكر بنجاح عن بطولة النساء القوية ضد أليكس ويندسر.  في 30 يونيو في باب محظور ، خسرت فاكر بطولة المرأة القوية إلى مرسيدس موني عن طريق الاستسلام ، مما أنهى حكمها بعد 112 يومًا. 

### الثورة المقاتلة (2024)
في 17 مايو 2024 ، قدم فاكر لأول مرة في "Revolution Pro Wrestling" في "Fantastica Mania: UK show 1"، حيث هزمت كانجي. في العرض الثاني من فانتاسيكا مانيا: بريطاني ، دافعت فاكر بنجاح عن بطولة المرأة القوية ضد ريو.  

### كل المصارعة النخبة (2024)
في 29 مايو 2024 ، وقعت فاكر في حلقة من AEW Dynamite ، أول مرة في المبارزة في جميع النخب ، حيث واجهت بطلة AEW TBS مرسيدس موني.

## الحياة الشخصية
وصفت المكسيكية المصارعة رينا دورادا بأنها أقرب صديقتها.  تحمل ستيفاني ڤاكير كلا من الجنسية التشيلية و المكسيكية في الوقت عينه . 
في 4 مارس 2023 ، تقدمت ستيفاني ڤاكير بشكوى جنائية ضد بطل تربل إيه للفرق الثلاثية آنذاك ، إيل كواتريرو ، الذي بدأت في مواعدته عندما كانا يعملان مع كونسيخو مونديال دي لوتشا ليبري . وفقًا للبلاغ الذي قدمته ، فإنه (أي إيل كوتريرو) أقدم على خنقها و دفعها نحو الجدار في 9 مارس 2023 م ، أصدرت إدارة اتحاد سي إم إل إل بيانًا يعلن أن الشركة " تدين بقوة أي شكل من أشكال العنف ضد المرأة و تكرر التزامنا ( كإدارة سي إم إل إل ) بتعزيز حياة خالية من العنف و التحرش بين موظفينا و السادة الحضور في قاعاتنا".  و في 10 مارس 2023 ، بعد انتهاء عرض تربل إيه الذي أقيم في مدينة أجواسكاليينتس المكسيكية ، تم اعتقال إيل كواتريرو بناءً على مذكرة اعتقال في العاصمة و اتهم بمحاولة قتل و عنف منزلي و بناء عليه تم اتخاذ إجراءات كتجريد إيل كواتريو من اللقب و فصله من الاتحاد . 

## البطولات والإنجازات
- "اليانزا العالمية للوشا ليبري"
  - بطولة AULL للمرأة (1 مرة) [31]
- أراينا أزتكا بودوكان
  - بطولة أورينا أزتكا بودوكان الدولية للمرأة (1 مرة، حالي)
- مجلس العالم للوحية الحرة
  - بطولة العالم للمرأة في كMLL (1 مرة، حالي) [32]
  - بطولة العالم للفريقات المرأة في CMLL (مرة واحدة، افتتاحية، حالية) - مع زوكسيس [33]
  - بطولة أوكسيدو للمرأة (مرة واحدة، في المباراة الأولى) - مع زوكسيس [34]
  - بطولة أوكسيدو في فريق البطاقة النسائية (2023) - مع زوكسيس [13]
  - جائزة الجائزة الكبرى في أمازوناس (2023) [35]
- إرث IWC
  - بطولة IWC للمرأة (1 مرة، حالي) [36]
- المصارعة الجبرية اليابانية الجديدة
  - بطولة النساء القوية (مرة واحدة) [37]
- المكافآت راسلين
  - جائزة الجودة في الخارج (2023) [38] [39]
- المصارعة المهنية
  - تم تحديدها في المرتبة 54 من أفضل 250 مصارحة واحدة في PWI Women's 250 عام 2023 [40]
  - احتلت فاكر و زوكس 84 من أفضل 100 فريق في فريق PWI Tag Team 100 لعام 2023 [41]
- العناوين الأخرى
  - بطولة GDLL للمرأة (1 مرة) [42]
  - أرنة كواتلان إيزكالي بطولة فريق المختلط (مرة واحدة، حاليا) - مع ريكي مارفين

## الإشارات
1. ↑  "Stephanie Vaquer". Consejo Mundial de Lucha Libre (بالإسبانية). Archived from the original on 2023-11-04. Retrieved 2022-11-01.
2. ↑  "Stephanie Vaquer". Joshi City (بالإنجليزية). Archived from the original on 2023-11-04. Retrieved 2022-11-01.
3. ↑  "女子プロレス－アイスリボン－official site". iceribbon.com (باليابانية). Archived from the original on 2023-11-04. Retrieved 2022-11-01.
4. ↑  "Stephanie Vaquer". Cagematch (بالإنجليزية). Archived from the original on 2023-11-04. Retrieved 2022-11-01.
5. 1 2  "Stephanie Vaquer". Consejo Mundial de Lucha Libre (بالإسبانية). Archived from the original on 2023-11-04. Retrieved 2022-11-01."Stephanie Vaquer" نسخة محفوظة 14 أبريل 2024 على موقع واي باك مشين.. Consejo Mundial de Lucha Libre (in Spanish). Retrieved 1 November 2022.
6. ↑  Saalbach, Axel. "Stephanie Vaquer Facts". wrestlingdata.com (بالإنجليزية). Archived from the original on 2023-11-04. Retrieved 2022-11-01.
7. ↑  "Stephanie Vaquer". Joshi City (بالإنجليزية). Archived from the original on 2023-11-04. Retrieved 2022-11-01."Stephanie Vaquer". Joshi City. Retrieved 1 November 2022.
8. ↑  Saalbach, Axel. "Stephanie Vaquer Matches 2018". wrestlingdata.com (بالإنجليزية). Archived from the original on 2023-11-04. Retrieved 2022-11-01.
9. ↑  Trejo, Sergio (7 Aug 2019). "Stephanie Vaquer abre puertas de la lucha libre internacional para Chile". FURIA DE TITANES (بالإسبانية). Archived from the original on 2022-11-01. Retrieved 2022-11-01.
10. ↑  "Stephanie Vaquer, la primera luchadora sudamericana del CMLL". Mediotiempo (بالإسبانية). Archived from the original on 2024-01-18. Retrieved 2022-11-01.
11. ↑  Trejo, Sergio (7 Aug 2019). "Stephanie Vaquer abre puertas de la lucha libre internacional para Chile". FURIA DE TITANES (بالإسبانية). Archived from the original on 2022-11-01. Retrieved 2022-11-01.Trejo, Sergio (7 August 2019). "Stephanie Vaquer abre puertas de la lucha libre internacional para Chile" نسخة محفوظة 1 نوفمبر 2022 على موقع واي باك مشين.. FURIA DE TITANES (in Spanish). Retrieved 1 November 2022.
12. ↑  Pulido، Luis (11 فبراير 2023). "CMLL Viernes Espectacular (2/10/23) Results: Rocky Romero, Mistico & More Compete In Tag Tourney". Fightful. مؤرشف من الأصل في 2023-11-11. اطلع عليه بتاريخ 2023-09-18.
13. 1 2  Mutter، Eric (22 مارس 2023). "Stephanie Vaquer And Zeuxis Become First-Ever Occidente Women's Tag Team Champions". Wrestling Inc. مؤرشف من الأصل في 2023-03-22. اطلع عليه بتاريخ 2023-04-08.
14. ↑  Valdés, Apolo (22 Mar 2023). "Zeuxis y Stephanie Vaquer, primeras campeonas de parejas de occidente". Súper Luchas (بالإسبانية). Archived from the original on 2023-03-29. Retrieved 2023-05-24.
15. ↑  Pulido، Luis (16 سبتمبر 2023). "CMLL 90th Anniversary Results (9/16/2023): Templario vs Dragon Rojo Jr Headlines, More Compete". Fightful. مؤرشف من الأصل في 2024-02-08. اطلع عليه بتاريخ 2023-09-18.
16. ↑  "CMLL 90th Aniversario Results: Templario vs. Dragón Rojo Jr". Post Wrestling. 17 سبتمبر 2023. مؤرشف من الأصل في 2023-11-04. اطلع عليه بتاريخ 2023-09-18.
17. ↑  Peltier، Griffin (3 أكتوبر 2023). "CMLL Noche de Campeones 2023 (September 29) Results & Review". Voices of Wrestling. مؤرشف من الأصل في 2023-10-04. اطلع عليه بتاريخ 2023-10-04.
18. ↑  Pulido، Luis (15 نوفمبر 2023). "CMLL Martes de Arena Mexico (11/14/2023) Results: Stephanie Vaquer vs Lluvia, Soberano Jr, More Set". Fightful. مؤرشف من الأصل في 2023-11-16. اطلع عليه بتاريخ 2024-06-29.
19. ↑  "AEW, CMLL, STARDOM, NJPW in one night tournament for STRONG Women's gold! 【NJoA】". New Japan Pro Wrestling. 28 أبريل 2023. مؤرشف من الأصل في 2023-05-05. اطلع عليه بتاريخ 2023-04-28.
20. ↑  Fritts، Chick (21 مايو 2023). "NJPW Resurgence live results: Strong Women's title tournament". نشرة ريسلينغ أوبزرفر الإعلامية. مؤرشف من الأصل في 2023-05-22. اطلع عليه بتاريخ 2023-05-22.
21. ↑  Fritts، Chick (10 نوفمبر 2023). "NJPW Lonestar Shootout live results: Five title matches". نشرة ريسلينغ أوبزرفر الإعلامية. مؤرشف من الأصل في 2023-11-11. اطلع عليه بتاريخ 2023-11-11.
22. ↑  Lambert، Jeremy (10 مارس 2024). "Stephanie Vaquer Wins NJPW Strong Women's Championship From Giulia". Fightful. مؤرشف من الأصل في 2024-03-10. اطلع عليه بتاريخ 2024-03-10.
23. ↑  "NJPW: En gran lucha, Stephanie Vaquer retiene" (بالإسبانية). Archived from the original on 2024-05-20. Retrieved 2024-07-03.
24. ↑  Elizabeth, Claire (29 May 2024). "AEW Dynamite results, live blog: Double or Nothing fallout". Cageside Seats (بالإنجليزية). Archived from the original on 2024-05-30. Retrieved 2024-05-30.
25. ↑  "RevPro/CMLL: Resultados "Fantasticamania UK" 1" (بالإسبانية). Archived from the original on 2024-05-25. Retrieved 2024-07-03.
26. ↑  "RevPro/CMLL: Resultados "Fantasticamania UK" 2" (بالإسبانية). Archived from the original on 2024-05-25. Retrieved 2024-07-03.
27. ↑  "ENCIENDEN LAS REDES STEPHANIE VAQUER Y REINA DORADA AL BESARSE EN EL RING". AltamaNews (بالإسبانية). 10 May 2021. Archived from the original on 2022-11-01. Retrieved 2022-11-01.
28. ↑  Valdés, Apollo (20 Oct 2022). "Stephanie Vaquer wants to represent Mexico". Super Luchas (بالإنجليزية). Archived from the original on 2022-11-03. Retrieved 2022-11-01.
29. ↑  "Lucha Libre CMLL on Twitter: "COMUNICADO OFICIAL: STEPHANIE VAQUER"". تويتر. كونسيخو مونديال دي لوتشا ليبري. مؤرشف من الأصل في 2023-04-01. اطلع عليه بتاريخ 2023-03-11.
30. ↑  "Encarcelan al luchador Cuatrero; lo acusan de violencia contra Stephanie Vaquer – Fox Sports". Fox Sports (Mexican TV network). Grupo Multimedia Lauman. 11 مارس 2023. مؤرشف من الأصل في 2023-11-05. اطلع عليه بتاريخ 2023-03-11.
31. ↑  "El Campeonato Femenil de AULL busca nueva portadora". Súper Luchas. 15 فبراير 2023. مؤرشف من الأصل في 2023-03-07. اطلع عليه بتاريخ 2023-03-07.
32. ↑  Peltier، Griffin (3 أكتوبر 2023). "CMLL Noche de Campeones 2023 (September 29) Results & Review". Voices of Wrestling. مؤرشف من الأصل في 2023-10-04. اطلع عليه بتاريخ 2023-10-04.Peltier, Griffin (October 3, 2023). "CMLL Noche de Campeones 2023 (September 29) Results & Review". Voices of Wrestling. Archived from the original on October 4, 2023. Retrieved October 4, 2023.
33. ↑  Pulido، Luis (16 سبتمبر 2023). "CMLL 90th Anniversary Results (9/16/2023): Templario vs Dragon Rojo Jr Headlines, More Compete". Fightful. مؤرشف من الأصل في 2024-02-08. اطلع عليه بتاريخ 2023-09-18.Pulido, Luis (September 16, 2023). "CMLL 90th Anniversary Results (9/16/2023): Templario vs Dragon Rojo Jr Headlines, More Compete". Fightful. Retrieved September 18, 2023.
34. ↑  Mutter، Eric (22 مارس 2023). "Stephanie Vaquer And Zeuxis Become First-Ever Occidente Women's Tag Team Champions". Wrestling Inc. مؤرشف من الأصل في 2023-03-22. اطلع عليه بتاريخ 2023-04-08.Mutter, Eric (March 22, 2023). "Stephanie Vaquer And Zeuxis Become First-Ever Occidente Women's Tag Team Champions". Wrestling Inc. Archived from the original on March 22, 2023. Retrieved April 8, 2023.
35. ↑  "CMLL Grand Prix De Amazonas 2023". Cagematch.net. مؤرشف من الأصل في 2024-03-10. اطلع عليه بتاريخ 2024-03-10.
36. ↑  "IWC Supremacia". Cagematch.net. مؤرشف من الأصل في 2024-03-10. اطلع عليه بتاريخ 2024-03-10.
37. ↑  Lambert، Jeremy (10 مارس 2024). "Stephanie Vaquer Wins NJPW Strong Women's Championship From Giulia". Fightful. مؤرشف من الأصل في 2024-03-10. اطلع عليه بتاريخ 2024-03-10.Lambert, Jeremy (March 10, 2024). "Stephanie Vaquer Wins NJPW Strong Women's Championship From Giulia". Fightful. Archived from the original on March 10, 2024. Retrieved March 10, 2024.
38. ↑  "Chilean Wrestler In Foreign Parts Of The Year". Cagemtch.net. مؤرشف من الأصل في 2024-03-10. اطلع عليه بتاريخ 2024-03-10.
39. ↑  "Desglose votación Premios Rasslin 2023". Rasslin.net. مؤرشف من الأصل في 2024-03-10. اطلع عليه بتاريخ 2024-03-10.
40. ↑  Ross، Patrick (19 أكتوبر 2023). "Full 2023 PWI Women's 250 list revealed". aiptcomics.com. مؤرشف من الأصل في 2023-11-07. اطلع عليه بتاريخ 2023-10-19.
41. ↑  "Awards for Stephanie Vaquer". Cagematch.net. مؤرشف من الأصل في 2024-03-10. اطلع عليه بتاريخ 2024-03-10.
42. ↑  "ALL Arikaos". Cagematch.net. مؤرشف من الأصل في 2024-03-10. اطلع عليه بتاريخ 2024-03-10.

## الروابط الخارجية
- ملف سيفاني فاكر فيكاجيماتش.نيت ،مصارعة البيانات.com ،قاعدة بيانات مصارعة الإنترنت

قالب:CMLL World Women's Championship